# The Plain Dealer (journal)
Pour les articles homonymes, voir The Plain Dealer.
Le The Plain Dealer est un journal quotidien édité à Cleveland en Ohio depuis 1842. Ce titre compte 785 000 lecteurs en semaine et un million le dimanche. Premier titre de l'Ohio, au début des années 2000, il figure parmi les vingt quotidiens américains les plus lus,,.

## Contributeurs notables
- Florence Ellinwood Allen[4],
- Charles Farrar Browne[5]
- Stephen A. Douglas[5]
- Edward D. Kuekes (en)[5]
- Connie Schultz (en) (Prix Pulitzer)